# 第37回グラミー賞
第37回グラミー賞（37th Grammy Awards）は1995年3月1日にロサンゼルスのシュライン・オーディトリアムで開催された。

## 概要
若手のシェリル・クロウとベテランのブルース・スプリングスティーンがそれぞれ3部門を獲得した。

## 主要部門受賞者
当節の記述のうち、特記していない項目の出典はである。

### 主要4部門
年間最優秀レコード賞
- "オール・アイ・ワナ・ドゥ（All I Wanna Do）"  - シェリル・クロウ（『チューズデイ・ナイト・ミュージック・クラブ（Tuesday Night Music Club）』所収）

年間最優秀アルバム賞
- 『MTV Unplugged』 - トニー・ベネット

年間最優秀楽曲賞
- "ストリーツ・オブ・フィラデルフィア（Streets Of Philadelphia）"  - ブルース・スプリングスティーン（『フィラデルフィア：オリジナル・サウンドトラック（Philadelphia: Music From the Motion Picture）』所収）

最優秀新人賞
- シェリル・クロウ
- エイス・オブ・ベイス
- カウンティング・クロウズ
- クラッシュ・テスト・ダミーズ
- グリーン・デイ

### ポップ
最優秀女性ポップ・ボーカル・パフォーマンス（改名）
- "オール・アイ・ワナ・ドゥ（All I Wanna Do）"  - シェリル・クロウ（『チューズデイ・ナイト・ミュージック・クラブ（Tuesday Night Music Club）』所収）

最優秀男性ポップ・ボーカル・パフォーマンス（改名）
- "愛を感じて（Can You Feel The Love Tonight）"  - エルトン・ジョン（『ライオン・キング：オリジナル・サウンドトラック（The Lion King: Original Motion Picture Soundtrack）』所収）

最優秀ポップ・パフォーマンス（デュオもしくはグループ）
- "I Swear" - オール・フォー・ワン（英語版）（『All-4-One』所収）

最優秀ポップ・ボーカル・コラボレーション
- "Funny How Time Slips Away" - アル・グリーン＆ライル・ラヴェット

最優秀ポップ・インストゥルメンタル・パフォーマンス
- "Cruisin'" - ブッカー・T&ザ・MG's（『That's the Way It Should Be』所収）

最優秀ポップ・アルバム（再開）
- 『Longing in Their Hearts』 - ボニー・レイット
- 『The Sign』 - エイス・オブ・ベイス
- 『3大テナー・イン・コンサート1994（The Three Tenors in Concert 1994）』 - ホセ・カレーラス、プラシド・ドミンゴ、ルチアーノ・パヴァロッティ、ズービン・メータ
- 『I Love Everybody』 - ライル・ラヴェット
- 『Seal』 - シール

### トラディショナル・ポップ
最優秀トラディショナル・ポップ・ボーカル・パフォーマンス
- 『MTV Unplugged』 - トニー・ベネット

### ロック
最優秀女性ロック・ボーカル・パフォーマンス（改名）
- "Come to My Window"  - メリッサ・エスリッジ（英語版）（『イエス・アイ・アム（Yes I Am）』所収）

最優秀男性ロック・ボーカル・パフォーマンス（改名）
- "ストリーツ・オブ・フィラデルフィア（Streets of Philadelphia）"  - ブルース・スプリングスティーン（『フィラデルフィア：オリジナル・サウンドトラック（Philadelphia: Music From the Motion Picture）』所収）

最優秀ロック・パフォーマンス（デュオもしくはグループ）
- "Crazy" - エアロスミス（『ゲット・ア・グリップ（Get a Grip）』所収）

最優秀ハードロック・パフォーマンス
- "Black Hole Sun" - サウンドガーデン（『スーパーアンノウン（Superunknown）』所収）

最優秀メタル・パフォーマンス
- "Spoonman" - サウンドガーデン（『スーパーアンノウン（Superunknown）』所収）

最優秀ロック・インストゥルメンタル・パフォーマンス
- "Marooned" - ピンク・フロイド（『対（The Division Bell）』所収）

最優秀ロック・ソング
- "ストリーツ・オブ・フィラデルフィア（Streets of Philadelphia）"  - ブルース・スプリングスティーン（『フィラデルフィア：オリジナル・サウンドトラック（Philadelphia: Music From the Motion Picture）』所収）

最優秀ロック・アルバム（新設）
- 『ヴードゥー・ラウンジ（Voodoo Lounge）』 - ローリング・ストーンズ
- 『Vs.』 パール・ジャム
- 『モンスター（Monster）』 R.E.M.
- 『スーパーアンノウン（Superunknown）』 サウンドガーデン
- 『スリープス・ウィズ・エンジェルズ（Sleeps with Angels）』 ニール・ヤング＆Crazy Horse

### オルタナティヴ
最優秀オルタナティヴ・ミュージック・パフォーマンス
- 『ドゥーキー（Dookie）』 - グリーン・デイ
- 『アンダー・ザ・ピンク（Under the Pink）』 トーリ・エイモス
- 『God Shuffled His Feet』 クラッシュ・テスト・ダミーズ
- 『エクスタシー（Fumbling Towards Ecstasy）』 サラ・マクラクラン
- 『ザ・ダウンワード・スパイラル（The Downward Spiral）』 ナイン・インチ・ネイルズ

### R&B
最優秀女性R&Bボーカル・パフォーマンス（改名）
- "Breathe Again" - トニー・ブラクストン（『トニ・ブラクストン（Toni Braxton）』所収）

最優秀男性R&Bボーカル・パフォーマンス（改名）
- "When Can I See You" - ベイビーフェイス（『フォー・ザ・クール・イン・ユー（For the Cool in You）』所収）

最優秀R&Bパフォーマンス（デュオもしくはグループ）
- "I'll Make Love to You" - ボーイズIIメン（『II』所収）

最優秀R&Bソング
- ボーイズIIメン "I'll Make Love to You" - ベイビーフェイス（ソングライター）（『II』所収）

最優秀R&Bアルバム
- 『II』 - ボーイズIIメン

### ラップ
最優秀ラップ・ソロ・パフォーマンス
- "U.N.I.T.Y." - クィーン・ラティファ（『ブラック・レイン（Black Reign）』所収）

最優秀ラップ・パフォーマンス（デュオもしくはグループ）
- "None of Your Business" - ソルト・ン・ペパ（英語版）（『Very Necessary』所収）

### カントリー
最優秀女性カントリー・ボーカル・パフォーマンス（改名）
- "Shut Up and Kiss Me" - メアリー・チェーピン・カーペンター（英語版）（『Stones in the Road』所収）

最優秀男性カントリー・ボーカル・パフォーマンス（改名）
- "When Love Finds You" - ヴィンス・ギル（『When Love Finds You』所収）

最優秀カントリー・パフォーマンス（デュオもしくはグループ）
- "Blues For Dixie" - アスリープ・アット・ザ・ホイール（『Tribute to the music of Bob Wills and The Texas Playboys』所収）

最優秀カントリー・コラボレーション
- "I Fall to Pieces" - アーロン・ネヴィル＆トリーシャ・イヤウッド

最優秀カントリー・インストゥルメンタル・パフォーマンス
- "Young Thing"- チェット・アトキンス

最優秀カントリー・ソング
- "I Swear" - ゲイリー・ベイカー（英語版）＆フランク・J・マイヤーズ（英語版）（ソングライター）（John Michael Montgomery『Kickin' It Up』所収）

最優秀カントリー・アルバム
- 『Stones in the Road』 - メアリー・チェーピン・カーペンター（英語版）

最優秀ブルーグラス・アルバム（クワイアもしくはコーラス）
- Various Artists『The Great Dobro Sessions』 - ジェリー・ダグラス、Tut Taylor（プロデューサー）

### ニューエイジ
最優秀ニューエイジ・アルバム
- 『野生への祈り（Prayer for the Wild Things）』 - ポール・ウィンター

### ジャズ
最優秀ジャズ・インストゥメンタル・ソロ
- "Prelude To A Kiss" - ベニー・カーター（『Elegy In Blue』所収）

最優秀ジャズ・インストゥメンタル・パフォーマンス（個人もしくはグループ）
- 『マイルス・デイヴィス・トリビュート（A Tribute To Miles）』 - ハービー・ハンコック、ロン・カーター、トニー・ウィリアムス、ウォレス・ルーニー、ウェイン・ショーター

最優秀ラージ・ジャズ・アンサンブル・パフォーマンス
- 『ジャーニー（Journey）』 - マッコイ・タイナー

最優秀ジャズ・ボーカル・パフォーマンス
- 『Mystery Lady: Songs of Billie Holiday』 - エタ・ジェイムス

最優秀コンテンポラリー・ジャズ・パフォーマンス
- 『アウト・オブ・ザ・ループ（Out of the Loop）』 - ブレッカー・ブラザーズ

最優秀ラテン・ジャズ・パフォーマンス（新設）
- 『ダンソン（Danzón）』 - アルトゥーロ・サンドヴァル

### ゴスペル
最優秀ポップ／コンテンポラリー・ゴスペル・アルバム
- 『Mercy』 - アンドレ・クラウチ

最優秀ロック・ゴスペル・アルバム
- 『Wake-Up Call』 - Petra

最優秀トラディショナル・ソウル・ゴスペル・アルバム
- 『Songs of the Church - Live in Memphis』 - Albertina Walker

最優秀コンテンポラリー・ソウル・ゴスペル・アルバム
- 『Join the Band』 - テイク6

最優秀サザン、カントリーもしくはブルーグラス・ゴスペル・アルバム
- 『I Know Who Holds Tomorrow』 - アリソン・クラウス＆ザ・コックス・ファミリー（英語版）

最優秀ゴスペル・アルバム（クワイアもしくはコーラス）
- The Thompson Community Singers『Through God's Eyes』 - Milton Brunson（クワイア・ディレクター）
- The Love Fellowship Crusade Choir『Live in Atlanta at Morehouse College』 - Hezekiah Walker（クワイア・ディレクター）

### ラテン
最優秀ラテン・ポップ・パフォーマンス
- 『セグンド・ロマンセ（Segundo Romance）』 - ルイス・ミゲル

最優秀トロピカル・ラテン・ポップ・パフォーマンス
- 『マスター・セッションズ VOL.1（Master Sessions Volume 1）』 - カチャーオ（英語版）

最優秀メキシカン－アメリカン／テハーノ・ミュージック・パフォーマンス
- 『Recuerdo A Javier Solis』 - ヴィッキー・カー（英語版）

### ブルース
最優秀トラディショナル・ブルース・アルバム
- 『フロム・ザ・クレイドル（From the Cradle）』 - エリック・クラプトン

最優秀コンテンポラリー・ブルース・アルバム
- 『Father Father』 - ポップス・ステイプルズ

### フォーク
最優秀トラディショナル・フォーク・アルバム
- 『奇妙な世界に（World Gone Wrong）』 - ボブ・ディラン

最優秀コンテンポラリー・フォーク・アルバム
- 『アメリカン・レコーディングス（American Recordings）』 - ジョニー・キャッシュ

### レゲエ
最優秀レゲエ・アルバム
- 『クルーシャル～ルーツ・クラシックス（Crucial! Roots Classics）』 - バニー・ウェイラー

### ポルカ
最優秀ポルカ・アルバム
- 『Music and Friends』 - ウォルター・オスタネク（英語版）

### ワールドミュージック
最優秀ワールドミュージック・アルバム
- 『トーキング・ティンバクトゥー（Talking Timbuktu）』 - アリ・ファルカ・トゥーレ＆ライ・クーダー

### チルドレンズ
最優秀ミュージカル・アルバム（子供向け）
- Various Artists『ライオン・キング：オリジナル・サウンドトラック（The Lion King - Original Motion Picture Soundtrack）』 - マーク・マンシーナ、ジェイ・リフキン（英語版）、クリス・トーマス、ハンス・ジマー（プロデューサー）

最優秀スポークン・ワード・アルバム（子供向け）
- ロバート・ギローム『The Lion King Read-Along』 - Ted Kryczko、Randy Thornton（プロデューサー）

### スポークン・ワード
最優秀スポークン・ワードもしくは非ミュージカル・アルバム
- 『Get In The Van - On The Road With Black Flag』 -  ヘンリー・ロリンズ

最優秀スポークン・コメディ・アルバム
- 『Live From Hell』 - サム・キニソン（英語版）

### ミュージカル・ショー
最優秀ミュージカル・ショー・アルバム
- The original cast 『Passion』 - フィル・ラモーン（プロデューサー）。スティーヴン・ソンドハイム（作詞者兼作曲者）。

### 作曲・編曲
最優秀インストゥルメンタル作曲
- ブレッカー・ブラザーズ "African Skies" - マイケル・ブレッカー（作曲者）（『アウト・オブ・ザ・ループ（Out of the Loop）』所収）

最優秀楽曲（映画もしくはテレビ向け）
- ブルース・スプリングスティーン『ストリーツ・オブ・フィラデルフィア（Streets of Philadelphia）』 - ブルース・スプリングスティーン（作曲者）

最優秀インストゥルメンタル作曲（映画もしくはテレビ向け）
- 『シンドラーのリスト（Schindler's List）』 - ジョン・ウィリアムス（作曲者）

最優秀インストゥルメンタル編曲
- デイヴ・グルーシン "スリー・カウボーイ・ソングス" - デイヴ・グルーシン（編曲者）（『オーケストラル・アルバム（The Orchestral Album）』所収）

最優秀インストゥルメンタル編曲（ボーカルあり）
- カーメン・トゥイリー（英語版）（歌唱）"サークル・オブ・ライフ（Circle of Life）" - ハンス・ジマー、Lebo Morake（編曲者）（『ライオン・キング：オリジナル・サウンドトラック（The Lion King: Original Motion Picture Soundtrack）』所収）

### パッケージングおよびノーツ
最優秀録音パッケージ
- アスリープ・アット・ザ・ホイール『Tribute to the Music of Bob Wills & the Texas Playboys』 - Buddy Jackson（アート・ディレクター）

最優秀録音パッケージ（ボックスド）（新設）
- エラ・フィッツジェラルド『The Complete Ella Fitzgerald Songbooks』 - Chris Thompson（アート・ディレクター）

最優秀アルバム・ノーツ
- ルイ・アームストロング『Louis Armstrong - Portrait of The Artist as a Young Man 1923-1934』 - Dan Morgenstern、Loren Schoenberg（アルバム・ノーツ・ライター）

### ヒストリカル
最優秀ヒストリカル・アルバム
- エラ・フィッツジェラルド『The Complete Ella Fitzgerald Song Books on Verve』 - Michael Lang（プロデューサー）

### 制作・エンジニアリング
最優秀エンジニアド・アルバム（非クラシカル）
- ボニー・レイット『Longing in Their Hearts』 - Ed Cherney（エンジニア）

最優秀エンジニアド・アルバム（クラシカル）
- レナード・スラットキン、セントルイス交響楽団『コープランド：Music For Films』 - William Hoekstra（エンジニア）

プロデューサー・オブ・ザ・イヤー
- ドン・ウォズ

クラシカル・プロデューサー・オブ・ザ・イヤー
- アンドリュー・コーネル

### ミュージック・ビデオ
最優秀ミュージック・ビデオ（短編）
- ローリング・ストーンズ "Love is Strong" - デヴィッド・フィンチャー（ビデオ・ディレクター）。セアン・チャフィン（ビデオ・プロデューサー）。

最優秀ミュージック・ビデオ（長編）
- U2『ZOO TVツアー：ライヴ・フロム・シドニー（Zoo TV: Live from Sydney）』 - デヴィッド・マレット（ビデオ・ディレクター）。Ned O'Hanlon、Rocky Oldham（ビデオ・プロデューサー）。

### 特別賞
ミュージケアーズ・パーソン・オブ・ザ・イヤー
- トニー・ベネット